# Attentat de Patt Junction à Jérusalem du 18 juin 2002
Le massacre de Patt Junction, le 18 juin 2002 à Jérusalem, est un attentat-suicide dirigé par le Hamas contre un autobus israélien. Il a fait 19 morts et 74 blessés.

## Exécution de l'attentat
À 7 h 50, un Palestinien monte dans un bus de la ligne 32A de la coopérative d'autobus Egged qui vient du quartier de Gilo et s'arrête dans le quartier de Beit Safafa, habité majoritairement par des Arabes.
Il actionne sa ceinture explosive à l'avant du bus. La ceinture comportait des billes métalliques pour augmenter les blessures causées par l'explosion.
Dix-neuf personnes sont tuées dans l'explosion et 74 sont blessées.
Le groupe islamiste palestinien Hamas revendique la responsabilité de l'attaque réalisée par Muhamed al-Ral, étudiant en droit islamique à l'université nationale An-Najah à Naplouse.